# Dreidel

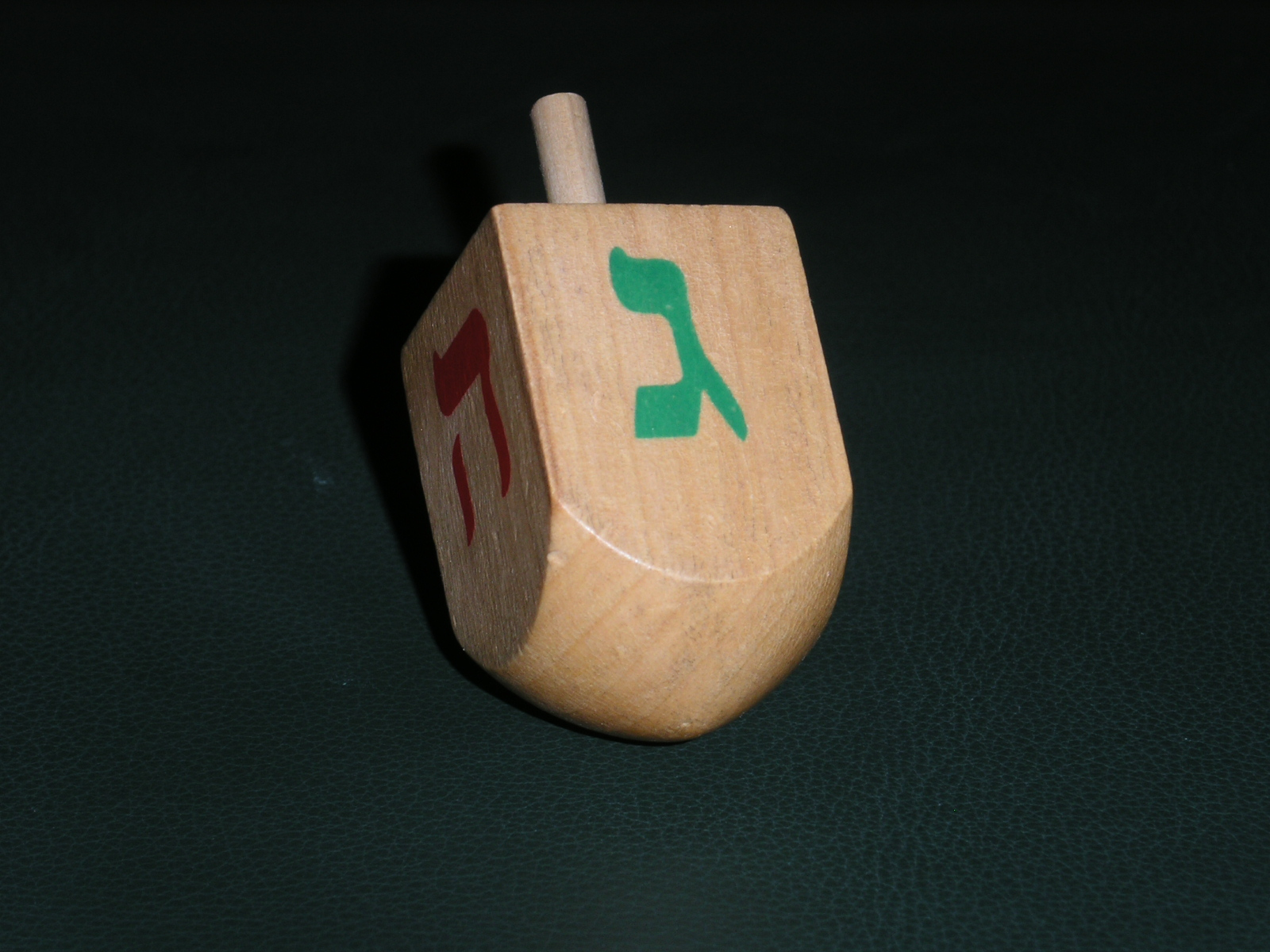
Dreidel de madera

Un dreidel (en yidis: דריידל‎ dreydl, plural: dreydlekh; en hebreo: סביבון‎ sevivón) es una perinola o peonza de cuatro caras, con la que se juega durante la fiesta judía de Janucá. El dreidel es una variante judía de la perinola, el juguete se encuentra en muchas culturas europeas.
Cada lado de la perinola tiene una letra del alfabeto hebreo: נ (Nun), ג (Gimel), ה (Hei), ש (Shin), que juntos forman el acrónimo de "נס גדול היה שם" (Nes Gadol Haia Sham - "un gran milagro ocurrió allí"). Estas letras forman también una regla mnemotécnica para las reglas de un juego de azar jugado con un dreidel: Nun representa la palabra yiddish nisht ("nada"), Hei representa halb ("medio"), Gimel para gants ("todos"), y Shin para shtel ayn ("colocar"). En Israel, el cuarto lado de la mayoría de los dreidels está inscrito con la letra פ (Pei), haciendo que el acrónimo, נס גדול היה פה (Nes Gadol Haia Poh - "Un gran milagro ocurrió aquí"), en referencia al milagro que ocurre en la tierra de Israel. Algunas tiendas en los barrios jaredíes venden dreidels con la letra ש.

## Etimología
La palabra yiddish dreydl viene de la palabra dreyen ("dar vuelta", comparado con "drehen", que significa lo mismo en alemán). La palabra hebrea sevivón viene también de la raíz "SVV" ("dar vuelta") y fue inventado por Itamar Ben-Avi (el hijo de Eliezer Ben Yehuda) cuando tenía 5 años de edad. Jaim Najman Biálik utiliza una palabra diferente, kirkar (de la raíz "KRKR" - "para hacer girar"), en sus poemas, pero no se adoptó en el idioma hebreo.

## Simbolismo
Algunos rabinos le atribuyen un significado simbólico a las marcas en el dreidel. Un comentario, por ejemplo, conecta las cuatro letras con los cuatro exilios a los que la nación de Israel fue objeto históricamente (Babilonia, Persia, Grecia y Roma). Si bien no es un mandamiento (una mitzvá) para el Janucá (los únicos mandamientos mitzvot sólo son las velas encendidas y decir el Halel completo), hacer girar el dreidel es un juego tradicional jugado durante el día de fiesta.

## Reglas de juego

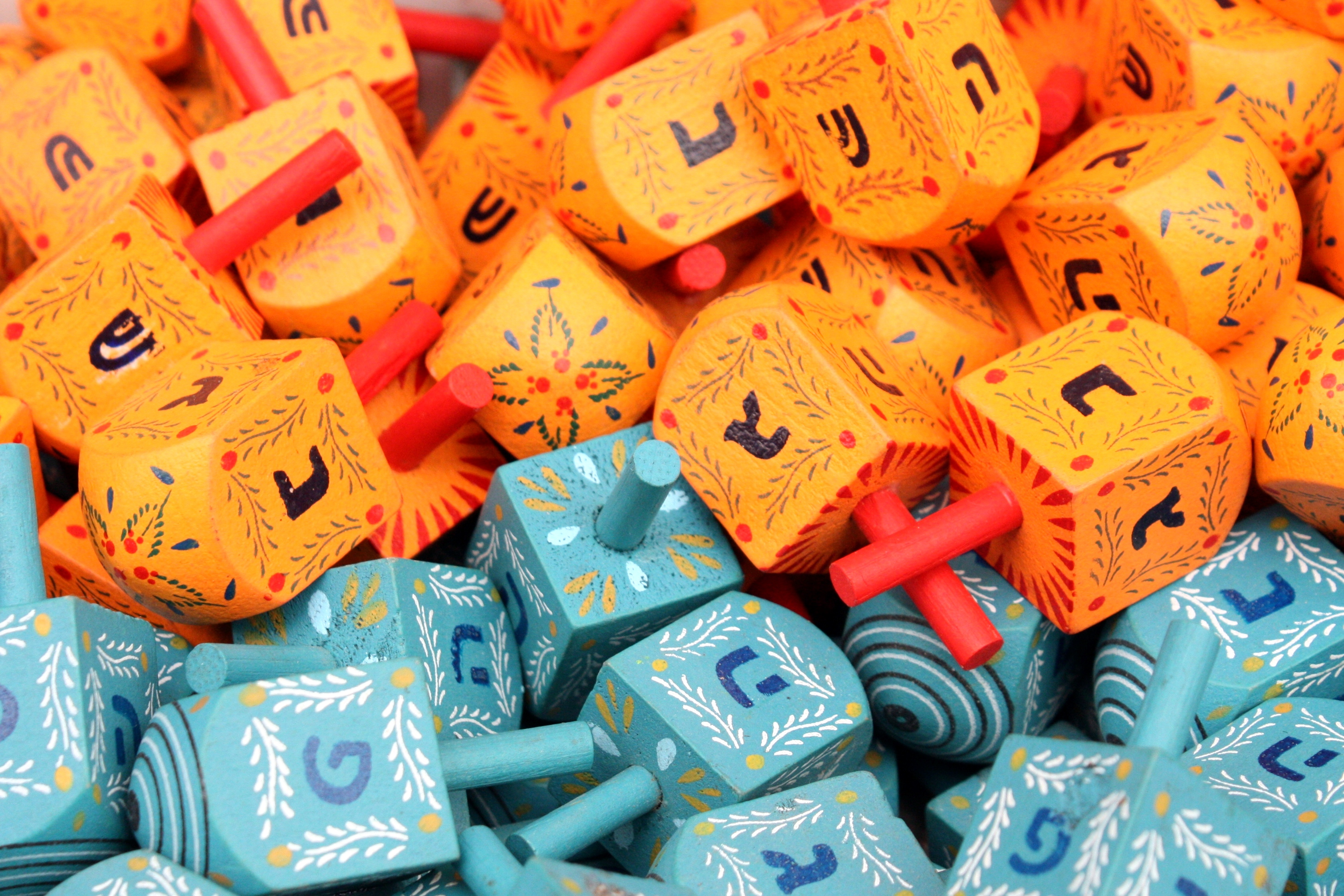
Dreidels en un mercado de Jerusalén.

Cada jugador comienza con un número igual de piezas de juego (usualmente 10-15). Las piezas del juego puede ser cualquier objeto, como Hanukkah gelt (monedas de chocolate de Janucá), monedas de centavo, o pasas.
Al principio de cada ronda, cada participante pone una pieza de juego en el centro ("pozo"). Además, cada vez que el pozo está vacío y, a veces si tiene una pieza de juego a la izquierda, cada jugador coloca uno en el bote.
Cada jugador hace girar el dreidel una vez por turno. Dependiendo de qué lado está hacia arriba cuando deja de girar, determina la cantidad de fichas que toma del pozo:
- Si נ (Nun) está hacia arriba, el jugador no hace nada.
- Si ג (Gimel) está hacia arriba, el jugador toma todo del pozo.
- Si ה (Hei) está hacia arriba, el jugador recibe la mitad de las piezas del pozo. (Si hay un número impar de piezas en el bote, el jugador toma la mitad del bote redondeado hacia arriba al número entero más cercano)
- Si ש (Shin) o פ (Pei) está hacia arriba, el jugador añade una pieza del juego al pozo (a menudo acompañado con el canto "Shin, Shin, pon uno"[5]). En algunas versiones del juego, Shin equivale a colocar tres fichas al pozo (uno para cada "tallo" de shin ש). Esta versión alternativa aumenta la equidad general del juego.

Si el jugador queda sin fichas, queda fuera del juego o puede pedir a otro jugador por un "préstamo".
Estas reglas son comparables a las reglas de una clásica perinola de cuatro lados, donde las letras A, D, N y T (en algunos países, con iniciales del latín) forman una regla mnemotécnica para las reglas del juego, aufer (tomar), depone (poner), nihil (nada), y totum (todos). Asimismo, las letras hebreas en un dreidel puede tomarse como una regla mnemotécnica para las reglas de juego en yiddish.